# Sabine Helms
Sabine Helms (18 juin 1866 - 25 juillet 1929), née Sabine Johanna Marie Hannemann, est une botaniste amateur danoise qui s'est consacrée à l'étude et à l'illustration de la flore locale après avoir émigré en Australie. Deux espèces végétales australiennes ainsi que la Helms Scrub Reserve portent son nom.

## Biographie
Sabine Helms est née à Middelfart, au Danemark. Fille de Daniel Wilhem Rudolph Hannemann (1829-1875), ingénieur ayant travaillé sur la construction de la ligne ferroviaire Funen–Jutland, et de Johanne Jeanette Bernhardine Hannemann (née Løw, 1841–1919), elle épouse Rudolph Helms (1854-1940), fils d’un pharmacien. En 1895, le couple déménage à Huxley, dans le district d’Isis, Queensland (Australie), où Rudolph a été nommé premier directeur de la raffinerie de sucre Colonial Sugar Refining. Ils y restent jusqu’en 1912 et ont trois enfants.
Avant de partir pour l’Australie, Sabine avait suivi des cours de botanique à l’Université de Copenhague. Une fois en Queensland, elle se passionne pour l’étude de la flore locale, devenant collectrice et illustratrice scientifique. Elle réalise des illustrations de plus de 90 espèces végétales et laissé un herbier comprenant plus de 4 000 spécimens,.

## Hommages
- Deux espèces végétales, Grevillea helmsiae[6] et Geijera helmsiae[7],[8] sont nommées en son honneur par Frederick Manson Bailey[9]. Une peinture qu’elle réalise de Geijera est utilisée par Bailey comme illustration dans The Queensland Flora (1899-1902)[4],[10].
- La Helms Scrub Reserve est nommée en son honneur par le Conseil du comté d’Isis[3].
- Certaines de ses œuvres en tant qu’illustratrice botanique sont conservées à la bibliothèque des Jardins botaniques royaux de Sydney[11].